# Mungasavalli, Hiriyur
Mungasavalli là một làng thuộc tehsil Hiriyur, huyện Chitradurga, bang Karnataka, Ấn Độ.